# Simulium concavustylum
Simulium concavustylum är en tvåvingeart som beskrevs av Deng, Zhang och Chen 1995. Simulium concavustylum ingår i släktet Simulium och familjen knott. Inga underarter finns listade i Catalogue of Life.